# Новоульяновск (городской округ)
Новоульяновск, или город Новоульяновск — административно-территориальная единица (город областного значения) и муниципальное образование (со статусом городского округа) в центральной части Ульяновской области России.
Административный центр и крупнейший населённый пункт — город Новоульяновск.

## География
Город областного значения (городской округ) граничит с Сенгилеевским и Ульяновским районами и городом областного значения (городским округом) городом Ульяновск.

## История
13 июля 2004 года принят Закон Ульяновской области 043/ЗО «О муниципальных образованиях Ульяновской области», который наделил МО «Город Новоульяновск» статусом городского округа с административным центром город Новоульяновск.

## Население
| 1989    | 2002    | 2010    | 2011    | 2012    | 2013    | 2014    |
| ------- | ------- | ------- | ------- | ------- | ------- | ------- |
| 16 757  | ↗17 595 | ↗20 333 | ↘20 309 | ↘19 950 | ↘19 562 | ↘19 292 |
| 2015    | 2016    | 2017    | 2018    | 2019    | 2020    | 2021    |
| ↘18 895 | ↘18 591 | ↘18 140 | ↘17 910 | ↘17 774 | ↘17 617 | ↘17 076 |
| 2024    | 2025    |         |         |         |         |         |
| ↘16 791 | ↘16 618 |         |         |         |         |         |

## Состав
В состав города областного значения и городского округа входят населённые пункты:
| № | Населённый пункт | Тип населённого пункта        | Население |
| - | ---------------- | ----------------------------- | --------- |
| 1 | Криуши           | село                          | 2699      |
| 2 | Липки            | посёлок                       | 696       |
| 3 | Меловой          | посёлок                       | 767       |
| 4 | Новоульяновск    | город, административный центр | ↘13 673   |
| 5 | Панская Слобода  | село                          | 131       |
| 6 | Яблоневый        | посёлок                       | 7         |